# Horn Head to Fanad Head SPA
Horn Head to Fanad Head SPA este o arie protejată (arie de protecție specială avifaunistică — SPA) din Irlanda întinsă pe o suprafață de 2.385,34 ha, integral pe uscat.

## Localizare
Centrul sitului Horn Head to Fanad Head SPA este situat la coordonatele 55°12′30″N 7°55′53″W / 55.208392°N 7.93145°V.

## Înființare
Situl Horn Head to Fanad Head SPA a fost declarat arie de protecție specială avifaunistică în noiembrie 2006 pentru a proteja 22 de specii de animale.

## Biodiversitate
Situată în ecoregiunea atlantică, aria protejată nu include niciun habitat protejat.
La baza desemnării sitului se află mai multe specii protejate de  păsări (22): fluierar de munte (Actitis hypoleucos), alca (Alca torda), rață pitică (Anas crecca), rață mare (Anas platyrhynchos), Anser albifrons flavirostris, rață-cu-cap-castaniu (Aythya ferina), rața moțată (Aythya fuligula), Branta leucopsis, fugaci de țărm (Calidris alpina), lebădă de iarnă (Cygnus cygnus), șoim călător (Falco peregrinus), papagal de mare (Fratercula arctica), lișiță (Fulica atra), Fulmarus glacialis, becațină comună (Gallinago gallinago), Larus argentatus, Phalacrocorax aristotelis, cormoran mare (Phalacrocorax carbo), Pyrrhocorax pyrrhocorax, Rissa tridactyla, Uria aalge, nagâț (Vanellus vanellus).
Pe lângă speciile protejate, pe teritoriul sitului au mai fost identificate 2 specii de păsări.